# Concerto (Rihm)
”Concerto”, Dithyrambe für Streichquartett und Orchester is een compositie van Wolfgang Rihm. De titel Concerto tussen haakjes wordt verklaard door de componist uit het feit dat het voor wat betreft (tekst)opbouw een concerto is, maar muziektheoretisch niet. Bij een “normaal” concerto is er een samen- of juist tegenwerking tussen solist en begeleiding. Daarvan is bij dit concert annex dithyrambe geen sprake. De solist, in dit geval bestaande uit een strijkkwartet, is geheel ingebed in de begeleiding. Er dus bijvoorbeeld geen cadens, waarin de solist(en) zijn/haar/hun virtuositeit kan/kunnen laten gelden. Rihm legde het later uit als zijnde een vierkoppig monster (strijkkwartet) dat opgesloten zit in een deels open ruimte (het orkest). Het strijkkwartet is daarbij constant aan het woord. Hun muziek is bijna obsessief nerveus, terwijl het orkest de rust probeert te bewaren, hetgeen niet altijd lukt. Het tempo van het concert is vivace, een van de snelste tempi die er zijn.
Het concert bestaat uit één deel.
De eerste uitvoering van dit werk vond plaats in het Concertgebouw in Amsterdam op 25 augustus 2000. Het Arditti Quartet (gespecialiseerd in hedendaagse klassieke muziek) soleerde in het Concertgebouworkest onder leiding van Riccardo Chailly.
De orkestratie voor dit werk geeft ook aan, dat het geen concert is, er wordt geen solist aangeduid: 
- 2 dwarsfluiten, 2 hobo’s, 3 klarinetten, 2 fagotten
- 2 hoorns, 2 trompetten, 2 trombones
- 4  man/vrouw percussie, 2 harpen, 1 piano, 1 celesta
- violen (6 eerste, 6 tweede),  4 altviolen, 4 celli, 2 contrabassen